# Petruro Irpino
Petruro Irpino es uno de los 119 municipios o comunas ("comune" en italiano) de la provincia de Avellino, en la región de Campania. Con cerca de 446 habitantes, según el censo de 2005, se extiende por una área de 3,11 km², teniendo una densidad de población de 133 hab/km². Linda con los municipios de Altavilla Irpina, Chianche, San Nicola Manfredi, Torrioni, y Tufo.

## Demografía
| Gráfica de evolución demográfica de Petruro Irpino entre 1861 y 2001 |
|                                                                      |
| Fuente ISTAT - elaboración gráfica de Wikipedia                      |

- Datos: Q55078
- Multimedia: Petruro Irpino / Q55078

1. ↑  Worldpostalcodes.org, código postal n.º 83010.
2. ↑  «Codici Catastali». Comuni-italiani.it (en italiano). Consultado el 29 de abril de 2017.